# Loudervielle
Loudervielle ist eine französische Gemeinde mit 49 Einwohnern (Stand 1. Januar 2022) im Département Hautes-Pyrénées in der Region Okzitanien. Sie gehört zum Arrondissement Bagnères-de-Bigorre und zum Kanton Neste, Aure et Louron.

## Geographie
Die Gemeinde liegt in der historischen Provinz Bigorre in der Landschaft Pays d’Aure.
Nachbargemeinden sind Mont im Norden, Portet-de-Luchon im Nordosten, Garin im Osten, Gouaux-de-Larboust im Südosten, Germ im Süden, Loudenvielle im Südwesten sowie Estarvielle und Armenteule im Nordwesten.
Die Lage des Gemeindehauptortes ist an der rechten Flanke des Vallée du Louron genannten Tales, über dem Fluss Neste du Louron, der am Talgrund durch Bordères-Louron verläuft. Der Großteil des Gemeindegebietes stellt überwiegend unwegsames Bergland in Höhenlagen und Wald bis an die 2000 Meter dar. Da dies kaum besiedelt ist, ergibt sich in Summe eine äußerst geringe Bevölkerungsdichte.

## Bevölkerungsentwicklung
Die Entwicklung der Einwohnerzahl ist durch Volkszählungen, die seit 1793 durchgeführt werden, bekannt. Im 21. Jahrhundert werden in Gemeinden mit weniger als 10.000 Einwohnern alle fünf Jahre Volkszählungen durchgeführt, in größeren Städten jedes Jahr.
| Jahr      | 1962 | 1968 | 1975 | 1982 | 1990 | 1999 | 2006 | 2017 |
| Einwohner | 45   | 47   | 47   | 55   | 41   | 42   | 49   | 54   |

## Sehenswürdigkeiten

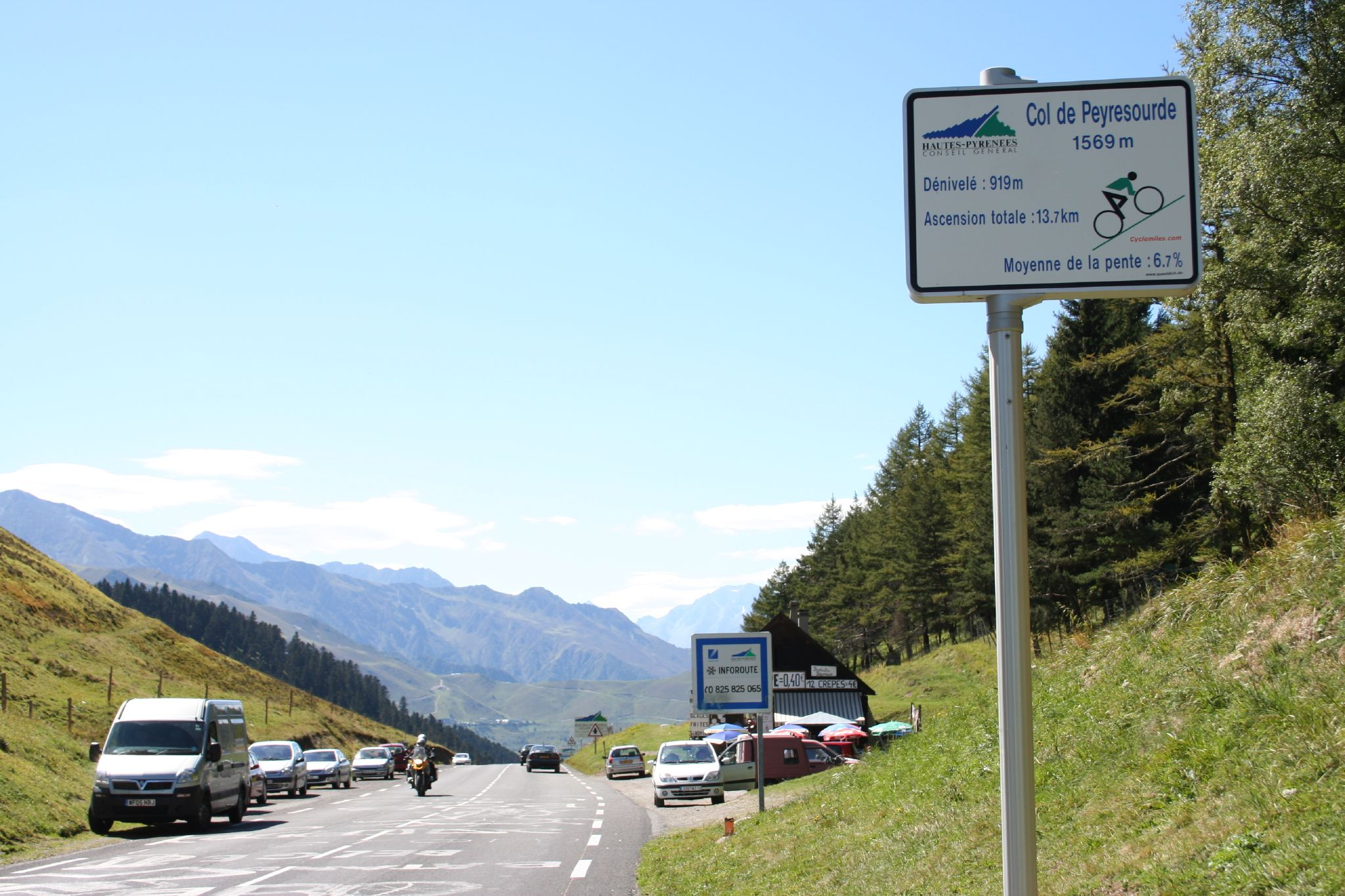
Col de Peyresourde

- Der westliche Abschnitt des Passes Col de Peyresourde liegt im äußersten Osten des Gemeindegebietes.

Die Gemeinde verfügt über mehrere Kulturdenkmäler, die als Monument historique eingestuft sind.
- Église Sainte-Marie-Madeleine (deutsch: Kirche zur heiligen Maria Magdalena): romanische Kirche aus dem 12. Jahrhundert
- La tour de Moulor: Ein Turm aus dem 12. Jahrhundert, Rest einer alten Burg